# Faltó
Faltó (en llatí Falto) era un cognomen de família de la gens Valèria.
Personatges destacats van ser: 
- Quint Valeri Faltó, magistrat romà, pretor i cònsol (242 aC).
- Publi Valeri Faltó, cònsol romà el 238 aC.
- Marc Valeri Faltó, ambaixador romà.